# シヴィリゼーション (映画)
『シヴィリゼーション』（Civilization）とは、1916年公開のアメリカ合衆国のサイレント映画。製作はトーマス・H・インス。監督はインス、レイモンド・B・ウェスト、レジナルド・ベイカー。脚本はC・ガードナー・サリヴァン、エドワード・スローマン。平和主義的で寓話的なストーリー、大予算で製作された大作ということで、『國民の創生』と比較されることが多い。最初期の反戦映画の1本とされる。好評で、民主党全国委員会は1916年の大統領選でウッドロウ・ウィルソンが再選されたのはこの映画の影響が大きかったことを認めている（にもかかわらずアメリカは第一次世界大戦に参戦した）。一方でイエス・キリストが登場した最初の映画でもあり、その描き方を非難する者もいた。
日本では大正6年（1917年）に公開され、小津安二郎はこの映画を見て映画監督になろうと決めた、と言われている。
1999年、アメリカ議会図書館は「文化的、歴史的、美的に重要」としてこの映画をアメリカ国立フィルム登録簿に保存した。

## あらすじ
ヌルマという平和でのどかな町。突然、国王が宣戦布告し、男たちは兵隊に取られてゆく。残された女たちは愛と平和の秘密結社を作る。
フェルディナンド伯爵は自分で設計した潜水艦に乗り込んで出征する。さっそく航行する船を撃沈せよとの命令が下るが、船は軍艦ではない民間の船。乗客の中には罪のない女性や子供もいる。女性たちの秘密結社に参加していた伯爵は命令を無視し、潜水艦を自沈させる。
伯爵は救出されるが生死の境をさまよう。伯爵の魂は煉獄へ。そこでイエス・キリストと会う。
伯爵は息を吹き返すが、その肉体にはイエスの魂が宿っていた。平和を説いて国中を回る伯爵だったが、国王に逮捕され、処刑が決まる。しかし、伯爵と志を同じくする5000人の女性たちが王宮まで行進し、伯爵の赦免を要求する。
しかし時既に遅く、伯爵は独房で死んでいた。伯爵の体から離れたイエスは国王を阿鼻叫喚の戦場へ連れてゆく。
国王は終戦を決断。男たちは故郷に帰還する。

## キャスト
- フェルディナンド伯爵：ハワード・ヒックマン（英語版）
- 国王：ハーシェル・メイホール
- イエス・キリスト: ジョージ・フィッシャー
- キャサリン・ヘルダーマン：エニッド・マーキー
- 女王：ローラー・メイ
- ルーサー・ロルフ：J・フランク・バーク
- 首相：チャールズ・K・フレンチ
- 鍛冶屋：J・バーニー・シェリー
- その息子：ジェローム・ストーム
- その娘：エセル・ウルマン
- 母：ケイト・ブルース

## 制作

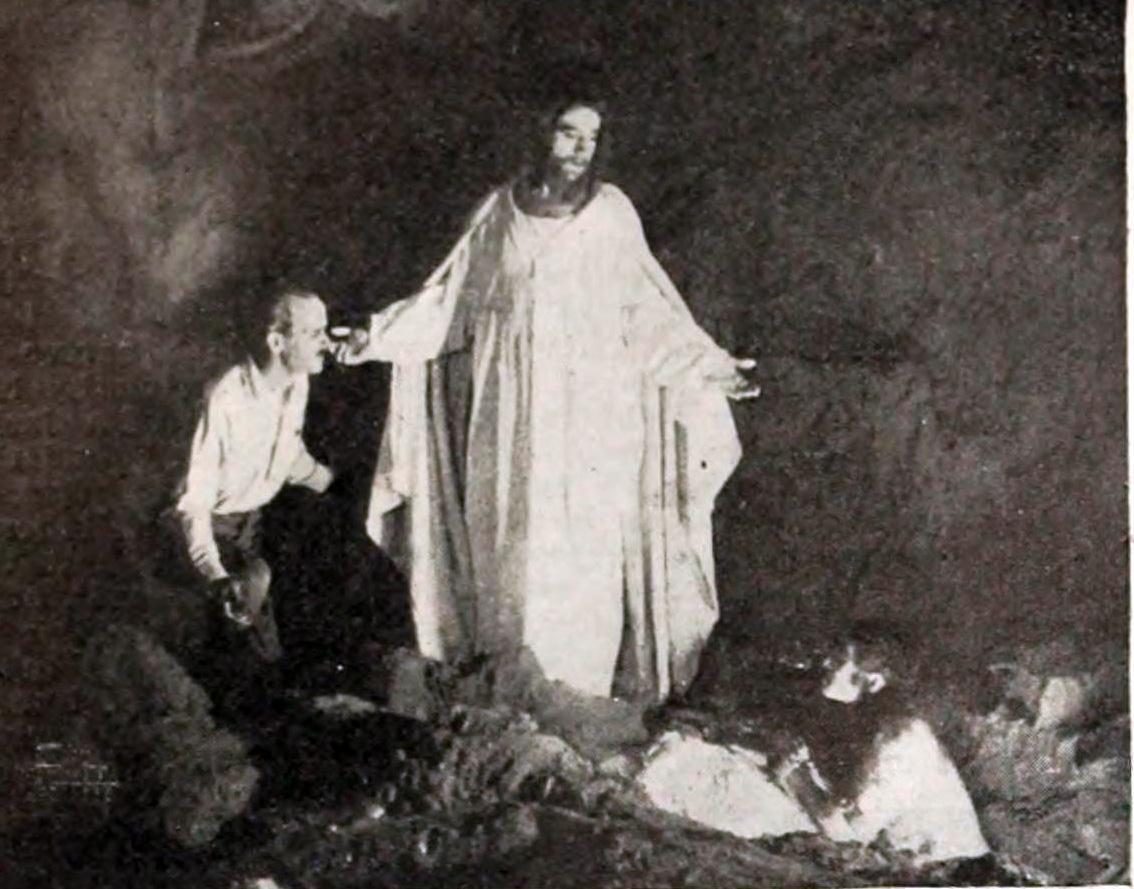
映画の1シーン

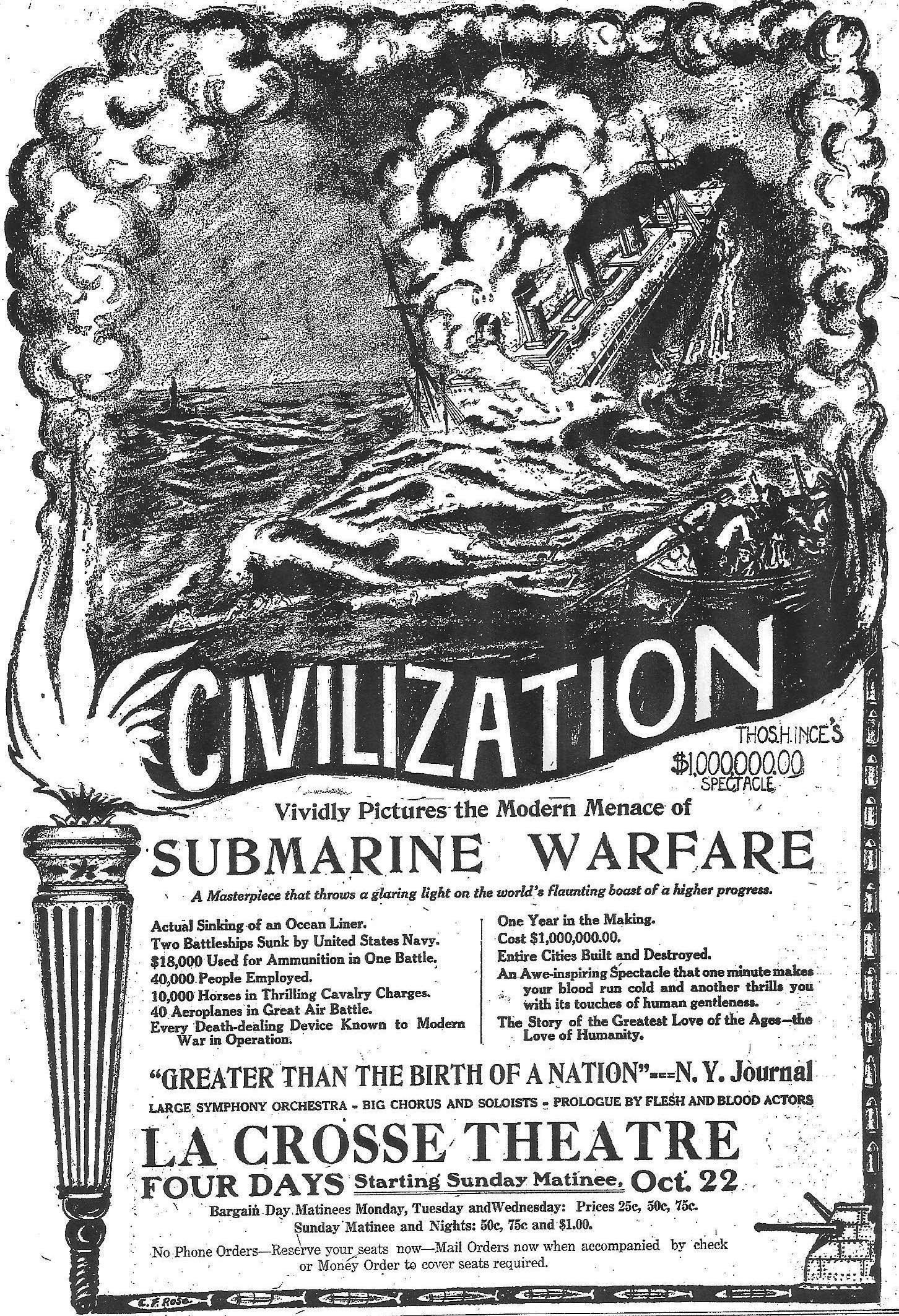
新聞の一面広告

制作期間はおよそ1年、製作費は100万ドルと言われる。
脚本のC・ガードナー・サリヴァンは、1915年の日曜日、イースターの朝にこの映画のインスピレーションを得たと語っている。サリヴァンはタイプライターで紙1枚分のあらすじを書いて、『男たちの母たち』という題をつけ、インスに見せた。インスはそれに100万ドル投資する価値があると判断した。
この映画には大掛かりな戦闘シーンが含まれている。海戦、塹壕戦、空中線、および広大な廃墟。海戦シーンではアメリカ海軍の船が使われた。広告には次のように書かれている。
オーシャン・ライナーの沈没は嘘ではない

アメリカ海軍により戦艦も2隻撃沈

戦闘1つにつき18,000ドルの弾薬

エキストラは4万人

スリリングな騎兵突撃に馬1万頭

空中戦は飛行機40機

現代戦の武器を実施に使用

制作に1年

製作費100万ドル

映画のために町を作り破壊

恐るべき光景が1分であなたの血を凍らせ、感動があなたの人間愛を呼び起こす

現代の偉大なる愛--人類愛の物語
ジョージ・フィッシャーはこの映画でイエス・キリストという大役を与えられた。スクリーンで初めてイエス・キリストを演じたのは彼である。映画公開時、フィッシャーは『ロサンゼルス・タイムズ』に役になりきるため、研究と瞑想に専念して隠遁者のように暮らしたと語った。さらに、こうも述べている。
この役を演じることはこれからの私の人生に大きな影響を及ぼし、また、この気持ちを一生忘れないだろうということを正直に申せます。私は深い祈りとともに、心から、世界中の人々にこのメッセージが届くよう務め、おそらくそれは叶うことでしょう。私の唯一の希望は『シヴィリゼーション』を見ていただいた皆様がこのメッセージの誠と美を実現してくださることです。